# Marija Michailowna Borsunowa

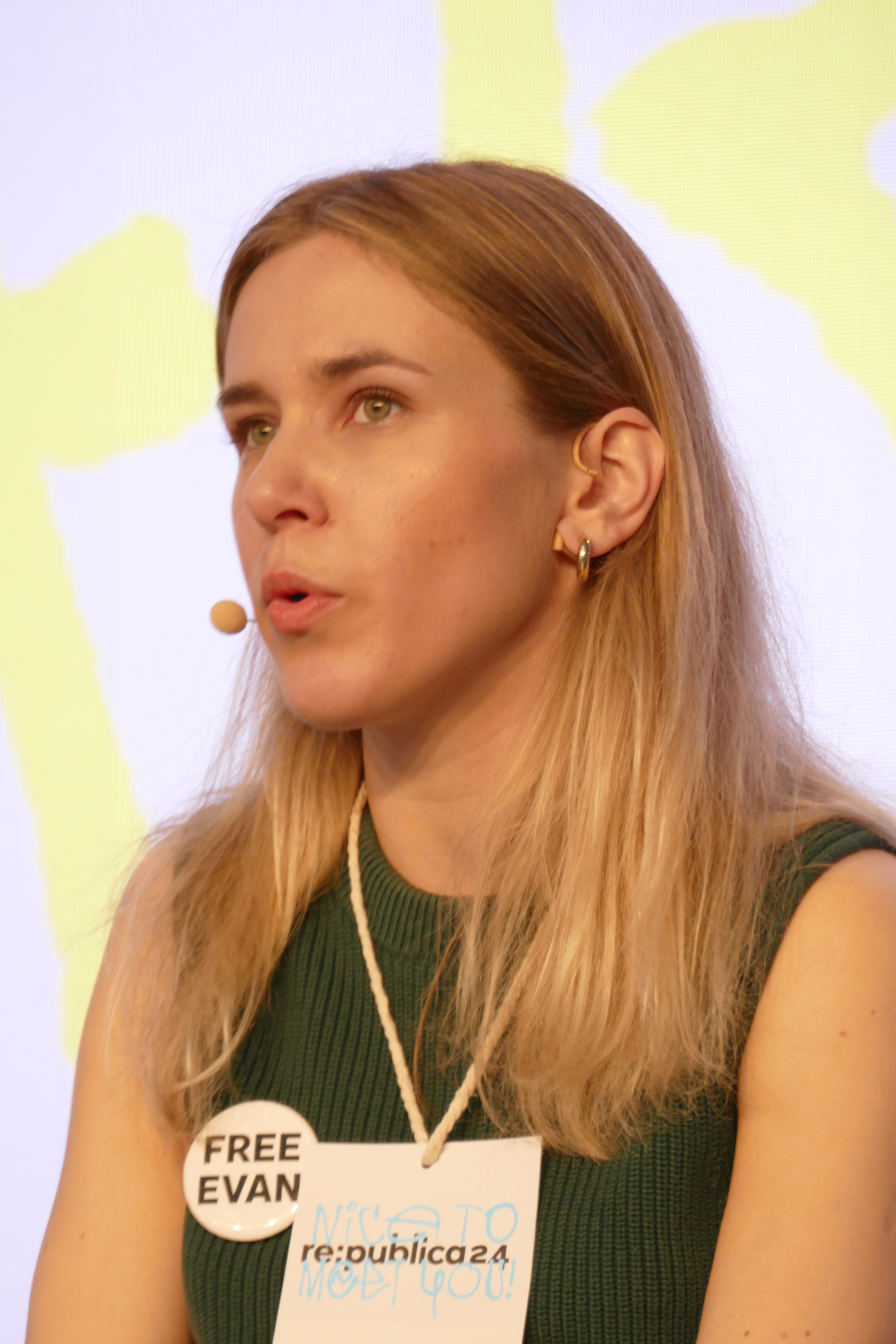
Maria Borsunowa (2024)

Marija Michailowna Borsunowa, auch Mascha Borsunowa (russisch Мария Михайловна Борзунова; * 14. Januar 1995 in Moskau) ist eine russische Journalistin, die wegen der Zensur unabhängiger Medien in Russland in Lettland tätig ist. Sie arbeitet für den unabhängigen Sender Doschd und moderierte dort eine gleichnamige Sendereihe zu russischen Fake News.
Marija Borsunowa studierte Medienkommunikation an der Wirtschaftshochschule Moskau. Sie moderierte mit ihrem Kollegen Ilja Schepelin ab 2018 Fake News, eine wöchentliche Sendung, die Propaganda in Russland enthüllt. Insbesondere analysiert die Sendung Fake News des Senders Rossija 1 während des Massakers an der technischen Schule von Kertsch oder die Verwendung von Schauspielern durch NTW, um die Rolle von Personen zu spielen, die über den Streit um die Kurilen befragt wurden. Bereits 2019 zeigt es die Tendenz russischer Medien, die Aufmerksamkeit der Zuschauer von den Problemen Russlands abzulenken, indem sie ihre Aufmerksamkeit auf ähnliche Konflikte lenken, die im Westen möglicherweise verzerrt oder aus dem Kontext gerissen werden.
Anfang März 2022 war Borsunowa im Zusammenhang mit dem russischen Einmarsch in die Ukraine gezwungen, ihr Land zu verlassen. Zunächst floh sie nach Istanbul. Danach nahm sie ihre Arbeit als Journalistin in den neuen Büros des Senders Doschd in Riga wieder auf. Seit 2023 lebt sie in Berlin. Ihre Sendereihe Fake News läuft im Programm des Senders Arte.
Mit Evan Gershkovich verbindet sie eine enge Freundschaft. Für die Sendung arte Tracks East, die sie moderiert, gewann sie 2024 den Deutschen Fernsehpreis für die Kategorie Bestes Infotainment.